# 만주 요리
만주 요리는 만주(둥베이)와 외만주의 요리이다. 이 요리는 기장, 콩, 완두콩, 옥수수 및 빗자루의 전통적인 만주 주식을 사용한다. 중국 북동부의 혹독한 겨울과 무더운 여름으로 인해 보존 식품(종종 절임)에 크게 의존한다. 만주 요리는 그릴, 야생 고기, 강한 풍미 및 다양한 간장 사용으로도 유명하다. 만주 요리는 한족 요리보다 밀을 기반으로 한다.

## 역사
만주족의 조상은 여진과 말갈 사람들이었다. 말갈족은 돼지고기를 즐겨 먹었고 돼지 사육을 광범위하게 실시했으며 주로 앉아서 생활했으며 돼지 가죽과 개의 가죽을 모두 코트로 사용했다. 그들은 주로 사냥에 종사하는 것 외에도 콩, 밀, 기장, 쌀을 재배하는 농부였다.
말갈 조상과 달리 여진은 명나라 시대에 개(dog)에 대한 존경심을 발전시켰고 이 전통을 만주 후손에게 물려주었다. 여진 문화에서 개 가죽을 사용하고 개를 해치거나 죽이거나 먹는 것은 금지되어 있다.
만한전석(滿漢全席)에는 만주 요리의 많은 주목할만한 요리가 포함되어 있다. 이 연회는 만주족, 한족, 몽골족, 후이족, 티베트족의 최고의 요리를 결합했다. 3일 동안 먹을 수 있는 108가지 요리(북방 요리 54개, 남방 요리 54개)가 포함되어 있다. 만주궁의 연회는 6등급으로 세분화되었다. 1급, 2급, 3급은 돌아가신 황실 선조들을 위해 마련되었다. 4급 음식은 설날과 다른 명절에 황실에 제공되었다. 5급과 6급은 다른 모든 경우에 제공되었다.